# Hans Edelmann
Hans Edelmann (* 28. Juni 1888 in Mühlhausen/Thüringen; † 17. Dezember 1973 in Kulmbach) war ein Kulmbacher Heimatforscher.

## Leben

### Beruflicher Werdegang
Hans Edelmann wurde am 28. Juni 1888 als Sohn des Fotografen Heinrich Edelmann geboren. Seine Eltern stammten aus Hof, wohin die Familie im Jahr 1900 zurückkehrte. Nachdem Edelmann die Realschule in Hof absolviert hatte, trat er 1904 in das Lehrerseminar in Bayreuth ein. Seine erste Anstellung als Lehrer erhielt er 1906 als "Schuldienstexpektant" in Köditz bei Hof. 1906 wurde er Lehrer an der Blaicher Schule in Kulmbach. 1908 wurde Hans Edelmann zum Militärdienst eingezogen. Nach seiner Entlassung als Unteroffizier der Reserve kehrte er nach Kulmbach zurück, wo er Lehrer an der späteren Pestalozzischule wurde. Im Ersten Weltkrieg brachte er es bis zum Kommandeur der 12. Kompanie des 7. Bayerischen Landwehrregiments. Nach dem Kriegsdienst kehrte er nach Kulmbach zurück, wo er wieder in den Schuldienst eintrat und sich 1919 mit der Gastwirtstochter Paula Schiffauer verheiratete. Im Zweiten Weltkrieg war Hans Edelmann zunächst in der Ausbildung neuer Rekruten eingesetzt, 1942 absolvierte er einen Lehrgang für Kommandanten von Kriegsgefangenenlagern und wurde, inzwischen zum Major befördert, stellvertretender Leiter des Kriegsgefangenenlagers in der russischen Stadt Gorlowka. Nach Kriegsende kehrte er zurück nach Kulmbach, wo er 1949 zum Rektor der Pestalozzischule ernannt wurde, welches Amt er bis zu seiner Pensionierung 1953 innehatte.

### Tätigkeiten als Heimatforscher
Schon als Kind interessierte er sich für Botanik und begann im Alter von 10 Jahren ein Herbarium anzulegen. Als er 1907 als junger Lehrer nach Kulmbach kam, wurde durch Vorträge und Exkursionen im Verein "Natur und Heimat" sein Interesse für die geologischen Verhältnisse seiner neuen Heimat geweckt. Bald nach seiner Gründung 1924 trat er dem "Colloquium Historicum Wirsbergense" bei und trat dort mit verschiedenen Geschichtsforschern in Verbindung.
Hans Edelmanns heimatkundliche Interessen erwiesen sich als ungemein vielseitig. Er beschäftigte sich mit
- Geologie und Mineralogie, aber auch mit Botanik. Er erforschte den Steinkohlenbergbau im Kessel bei Kulmbach, veröffentlichte 1932 ein Heft über "Kulmbachs Pflanzenwelt" und leitete jahrzehntelang botanische Exkursionen mit jungen Apothekern. 1935 richtete er zusammen mit Professor Hans Günther die von Hugo Hesse begründete naturwissenschaftliche Sammlung in den Räumen der Plassenburg ein, die bald darauf durch die damals über 10.000 Individuen zählende Insektensammlung von Johannes Kaulfuß ergänzt wurde. Außerdem wirkte er um dieselbe Zeit bei der Anlage des "Dr.-Fritz-Hornschuch-Naturlehrpfades" in Kasendorf mit. 1936 wurde er zum Naturschutzbeauftragten des Landkreises Kulmbach ernannt.
- Edelmann wirkte auch an der Sammlung der Flurnamen im Landkreis Kulmbach mit. 1954 veröffentlichte er in der Reihe "Kulmbacher Heimatkunde" das Heft "Flurnamen als geschichtliche und kulturgeschichtliche Zeugen".
- Bei seinen zahlreichen Ausflügen in die nähere und weitere Umgebung Kulmbachs suchte er systematisch nach vor- und frühgeschichtlichen Geländedenkmälern, Flurdenkmälern, aber auch Resten von Altstraßen. Die Funde wurden durch Fotos und beschreibende Notizen dokumentiert, die sich heute im Stadtarchiv Kulmbach befinden. 1955 erschien sein Buch "Oberfränkische Altstraßen".
- Viele Veröffentlichungen Edelmanns beschäftigen sich auch mit der Geschichte seiner Wahlheimat, der Stadt Kulmbach und ihrem Umland.

Hans Edelmann war ein begeisterter Fotograf, aber auch als Zeichner und Maler war er nicht untalentiert. 1930 hielt er den viel beachteten Vortrag "Das Lichtbild im Dienst der Heimatforschung". Sein Nachlass enthält unter anderem rund 1200 Aufnahmen von Landschaften, Felsen, Quellen, geschützten Pflanzen und Tieren, aber auch von Flur- und Bodendenkmälern sowie geschichtlich denkwürdigen Gebäuden aller Art.
1907 war Edelmann dem "naturwissenschaftlichen Kränzchen" in Kulmbach beigetreten. Nach dem Ersten Weltkrieg ist daraus der Verein "Natur und Heimat" mit zwei Abteilungen hervorgegangen. Die geschichtliche Abteilung wurde von Oberst a. D. Frhr. von Guttenberg geleitet. Die Leitung der naturwissenschaftlichen Abteilung übernahm Hans Edelmann.

### Ehrungen
Für sein vielfältiges Engagement um Natur und Heimat erhielt Hans Edelmann verschiedene Ehrungen:
- 1956 verlieh ihm die Stadt Kulmbach ihre Silberne Bürgermedaille.
- 1959 erhält er das Bundesverdienstkreuz am Bande.
- 1963 Eintrag in das goldene Buch der Stadt Kulmbach
- 1964 wird er mit dem Verdienstkreuz 1. Klasse des Verdienstordens der Bundesrepublik Deutschland ausgezeichnet.
- 1664 ernennt ihn des Colloquium Historicum Wirsbergense zu seinem Ehrenmitglied.
- 1968 ehrte ihn die Stadt Kulmbach zu seinem 80. Geburtstag mit der Verleihung der Goldenen Bürgermedaille.

Nach seinem Tod am 17. Dezember 1973 wurde nicht nur ein Wanderweg, sondern auch die Volksschule im Kulmbacher Stadtteil Ziegelhütten nach ihm benannt.

## Veröffentlichungen von Hans Edelmann (Auswahl)
- Die Vögel Kulmbachs und seiner Umgebung, herausgegeben vom Verein "Natur und Heimat", Kulmbach 1932
- Kulmbachs Umgebung. Eine erdgeschichtliche und naturkundliche Betrachtung, herausgegeben vom Verein "Natur und Heimat", Kulmbach 1933
- Kulmbachs Pflanzenwelt, heimatkundliche Quellenschriften des Vereins "Natur und Heimat", Kulmbach 1952
- Flurnamen als geschichtliche und kulturgeschichtliche Zeugen, heimatkundliche Quellenschriften des Vereins "Natur und Heimat", Kulmbach 1954
- Oberfränkische Altstraßen, Band 8 der Schriftenreihe "Die Plassenburg", Kulmbach 1955
- Wüstungen im Raum Kulmbach, Schriften zur Heimatpflege Band 8, Kulmbach 1968

Darüber hinaus veröffentlichte Hans Edelmann mehr als 250 Aufsätze in verschiedenen Zeitschriften und arbeitete an dem 1950 von Stadtschulrat Max Hund herausgegebenen "Wörterbuch zur Kulmbacher Heimatkunde" mit.

## Nachlass
Ein halbes Jahr vor seinem Tod im Jahr 1973 übergab Hans Edelmann den größten Teil seiner heimatkundlichen Bibliothek mit umfangreichen Karteien, Fotos und Karten zur Geschichte, Geografie und Geologie seiner engeren und weiteren Heimat mit vielen Unterlagen zu seinen Forschungsarbeiten dem Stadtarchiv Kulmbach.
| Personendaten    | Personendaten            |
| ---------------- | ------------------------ |
| NAME             | Edelmann, Hans           |
| KURZBESCHREIBUNG | deutscher Heimatforscher |
| GEBURTSDATUM     | 28. Juni 1888            |
| GEBURTSORT       | Mühlhausen/Thüringen     |
| STERBEDATUM      | 17. Dezember 1973        |
| STERBEORT        | Kulmbach                 |